# کل‌تپه
کل‌تپه یک روستا در ایران است که در دهستان قشلاق غربی واقع شده‌است. کل‌تپه ۱۱۴ نفر جمعیت دارد.